# Condado de Clinch
El condado de Clinch (en inglés: Clinch County) es un condado en el estado estadounidense de Georgia. En el censo de 2000 el condado tenía una población de 6878 habitantes. La sede de condado es Homerville. El condado fue fundado el 14 de febrero de 1850 y fue nombrado en honor a Duncan Lamont Clinch, un comandante durante las Guerras Seminolas.

## Geografía
Según la Oficina del Censo, el condado tiene un área total de 2135 km² (824 sq mi), de la cual 2096 km² (809 sq mi) es tierra y 39 km² (15 sq mi) (1,81%) es agua.

### Condados adyacentes
- Condado de Atkinson (norte)
- Condado de Ware (este)
- Condado de Columbia, Florida (sur)
- Condado de Echols (suroeste)
- Condado de Lanier (oeste)

### Áreas protegidas nacionales
- Okefenokee National Wildlife Refuge

## Autopistas importantes
- U.S. Route 84
- U.S. Route 221
- U.S. Route 441
- Ruta Estatal de Georgia 31
- Ruta Estatal de Georgia 37
- Ruta Estatal de Georgia 38
- Ruta Estatal de Georgia 89
- Ruta Estatal de Georgia 94
- Ruta Estatal de Georgia 122
- Ruta Estatal de Georgia 168
- Ruta Estatal de Georgia 187

## Demografía
En el  censo de 2000, hubo 6878 personas, 2512 hogares y 1823 familias residiendo en el condado. La densidad poblacional era de 8 personas por milla cuadrada (3/km²). En el 2000 había 2837 unidades unifamiliares en una densidad de 4 por milla cuadrada (1/km²). La demografía del condado era de 68,93% blancos, 29,50% afroamericanos, 0,51% amerindios, 0,12% asiáticos, 0,10% de otras razas y 0,84% de dos o más razas. 0,79% de la población era de origen hispano o latino de cualquier raza. 
La renta promedio para un hogar del condado era de $26 755 y el ingreso promedio para una familia era de $31 755. En 2000 los hombres tenían un ingreso medio de $26 905 versus $19 347 para las mujeres. La renta per cápita para el condado era de $13 023 y el 23,40% de la población estaba bajo el umbral de pobreza nacional.

## Ciudades y pueblos
- Argyle
- Du Pont
- Fargo
- Homerville